# Afrykański Ludowy Związek Zimbabwe
Afrykański Ludowy Związek Zimbabwe (ang. Zimbabwe African People’s Union; ZAPU) – ruch niepodległościowy a następnie partia polityczna w Zimbabwe, ruch został powołany w 1961, na której czele stanął Joshua Nkomo. Kierownictwo partii zajmowało konserwatywne stanowisko.

## Historia
Po zdelegalizowaniu w 1964 przeniosła swoją siedzibę do sąsiedniej Zambii, skąd w trakcie wojny rodezyjskiej kierowała nasilającymi się atakami własnej organizacji partyzanckiej ZIPRA (Niezależnej Ludowej Rewolucyjnej Armii Zimbabwe). W 1976 ZAPU wraz ze swoim rywalem politycznym – Afrykańskim Narodowym Związkiem Zimbabwe (ZANU), kierowanym przez Roberta Mugabe, utworzył Patriotyczny Front Zimbabwe (PF). W wyborach powszechnych w 1980, ZAPU otrzymując poparcie tylko mniejszościowej grupy etnicznej Matabele, był w stanie zdobyć jedynie 20 spośród 80 miejsc w parlamencie. Uczestniczył w rządzie jako młodszy partner ZANU i od 1982 stopniowo był spychany na margines. Tarcia wewnątrz tej koalicji powodowały niepokoje i walki wewnętrzne, przezwyciężono je w grudniu 1987, kiedy oba związki połączyły się, tworząc Afrykański Narodowy Związek Zimbabwe – Front Patriotyczny.